# Casa Joanico
Casa Joanico és una masia de Sarroca de Bellera, al Pallars Jussà.
Està situada al costat sud de la carretera N-260, just en entrar en el terme de Sarroca de Bellera des de Senterada. És a l'extrem sud-est del terme municipal.